# Rūjiena
Rūjiena (del ruso: Руен); en alemán: Rujen; en estonio: Ruhja es una villa letona, capital del municipio homónimo.
En 2015 su población era de 3117 habitantes.

## Geografía
La ciudad está localizada en el norte de Letonia, cerca la frontera con Estonia, en la región histórica de Vidzeme que antiguamente formaba parte de Livonia. Se encuentra en la ribera del río Rūja del que recibe su nombre. Está a 50 km  de Valmiera, a 91 km   de Pärnu y a 152 km   de Riga. 

## Personalidades
- Arturs Alberings, Primer ministro de Letonia desde el 7 de mayo de 1926 al 18 de diciembre de 1926
- Gustav Klutsis, fotógrafo constructivista y diseñador gráfico
- Moisés Wolf Goldberg, farmacéutico, 1905
- Nehemiah Levanon, oficial israelí, 1915

## Galería

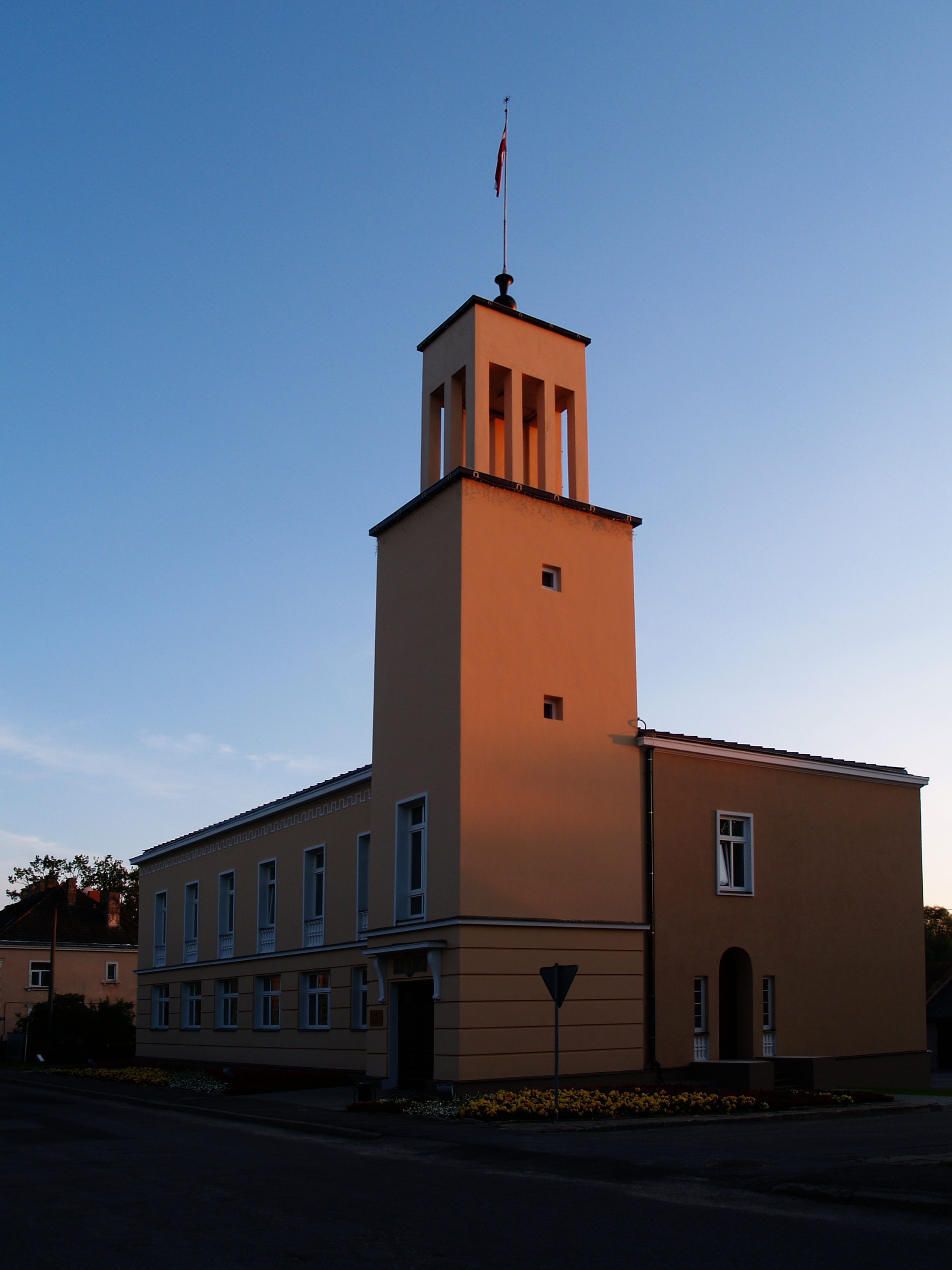
Torre del Ayuntamiento
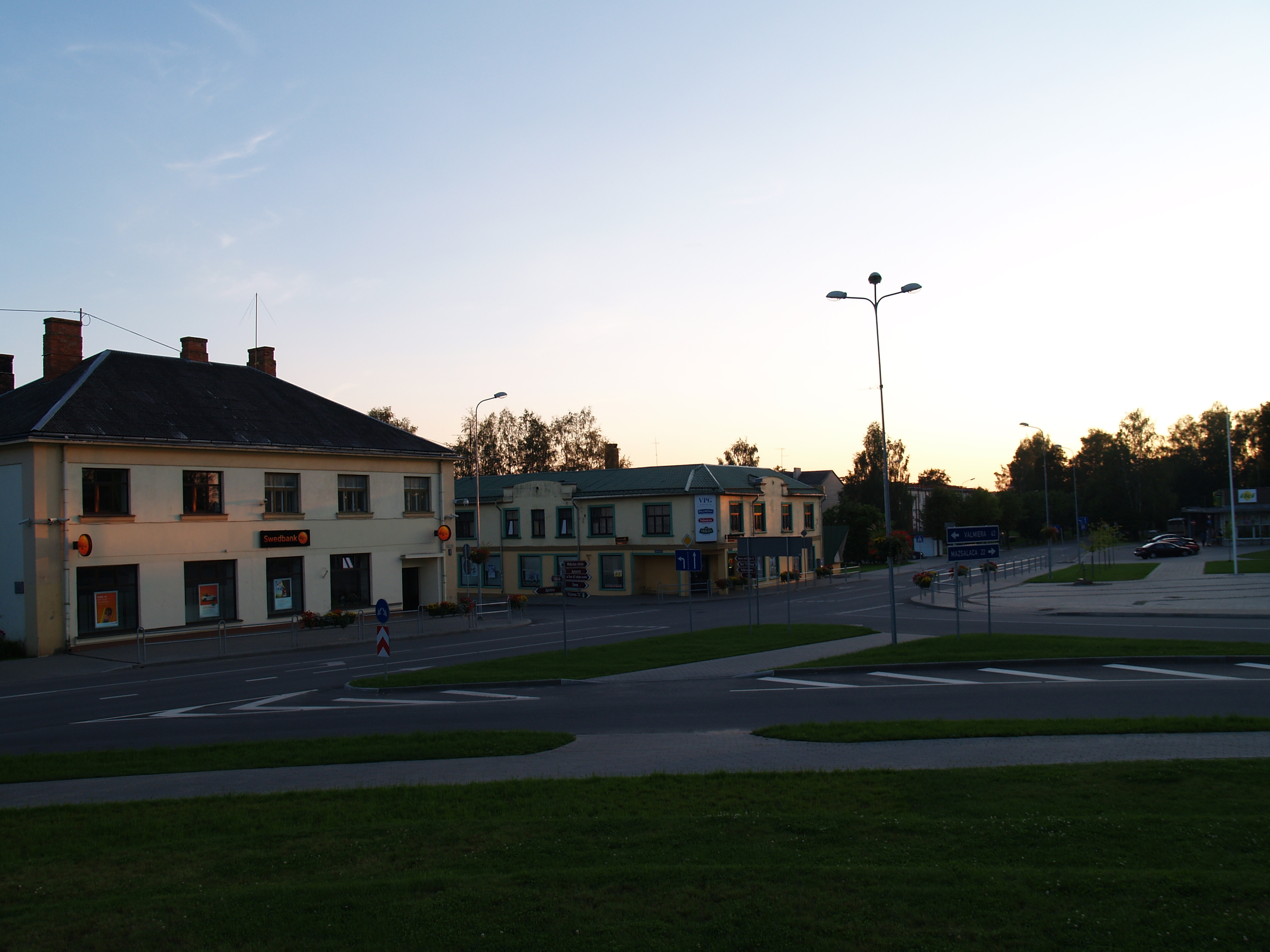
Centro de la ciudad
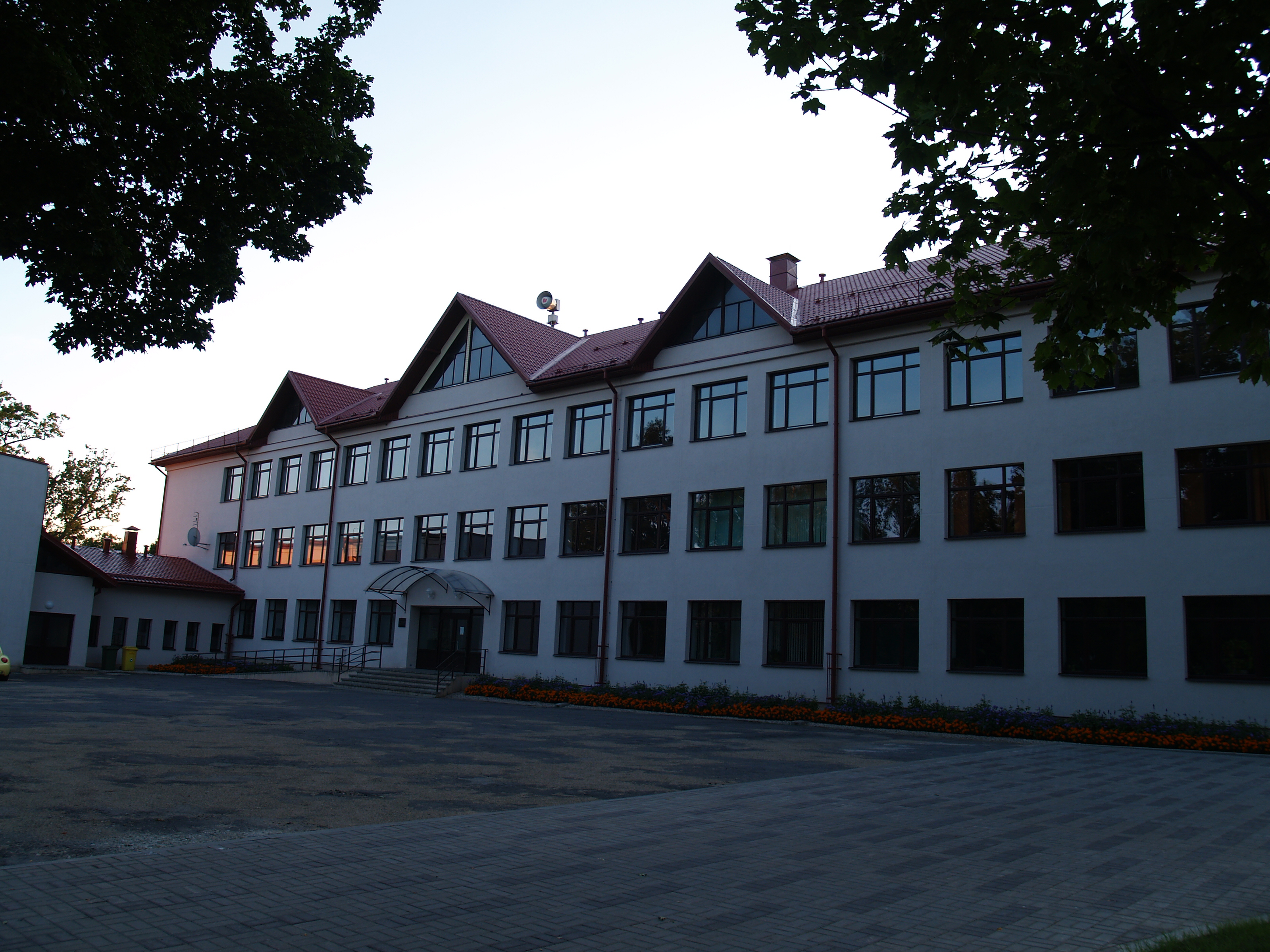
Escuela secundaria